# Guy Brousseau
Guy Brousseau (Taza, 4 de febrero de 1933-15 de febrero de 2024) fue investigador, matemático y profesor  francés. Especialista en Didáctica de la Matemática. En 2003 recibió la Medalla Felix Klein por el desarrollo de la Teoría de situaciones didácticas.

## Biografía
Guy Brousseau nació el 4 de febrero, en Taza, Marruecos. 
En 1953, comenzó a enseñar en la región de Lot et Garonne. Se casó con Nadine Labeque, quien devino su compañera de trabajo. 
A fines de los años 1960, después de formarse en matemática, enseñó en la Universidad de Burdeos. 
En 1991, se desempeñó como docente en el Instituto Normal Superior Local. Recibió el título de doctor honoris causa por las universidades de Montreal, Ginebra y Córdoba

## Aportes
Se lo considera el padre de la didáctica fundamental o didáctica de la matemática. Brousseau introdujo al conocimiento matemático como objeto primario de investigación, ampliando la relación binaria clásica del enseñante-aprendiz con un tercer vértice, lo que ha dado origen a diversas teorías que explican y predicen fenómenos didácticos que antes ni siquiera se podían plantear 23.

## Investigaciones académicas
Guy Brousseau es uno de los pioneros de la didáctica de la matemática, en el marco de la cual desarrolló una teoría para comprender las relaciones que operan en el aula durante los procesos de enseñanza y de aprendizaje. 
Los docentes y los alumnos  son actores de las relaciones que se establecen al enseñar un contenido en el aula, con el propósito de que los alumnos los aprendan.
La Teoría de las situaciones didácticas se basa en la idea de que cada conocimiento o saber puede ser determinado por una situación. Su teoría se basa en las interacciones que se dan en el proceso de formación del conocimiento matemático. Hay dos tipos de interacciones básicas sobre las que se apoya su teoría:
1. la interacción entre el alumno y un medio resistente
2. la interacción entre el alumno y el docente a propósito de la interacción del alumno y un medio resistente

Asimismo introdujo el concepto de contrato didáctico al campo de la Didáctica.

## Reconocimientos
- Doctor honoris causa por la Universidad de Montreal.
- Doctor Honoris Cause en la Universidad de Ginebra.
- Doctor Honoris Cause en la Universidad de Córdoba, Argentina.
- Medalla Felix Klein por el desarrollo de la Teoría de situaciones didácticas